# Swansea and Mumbles Railway

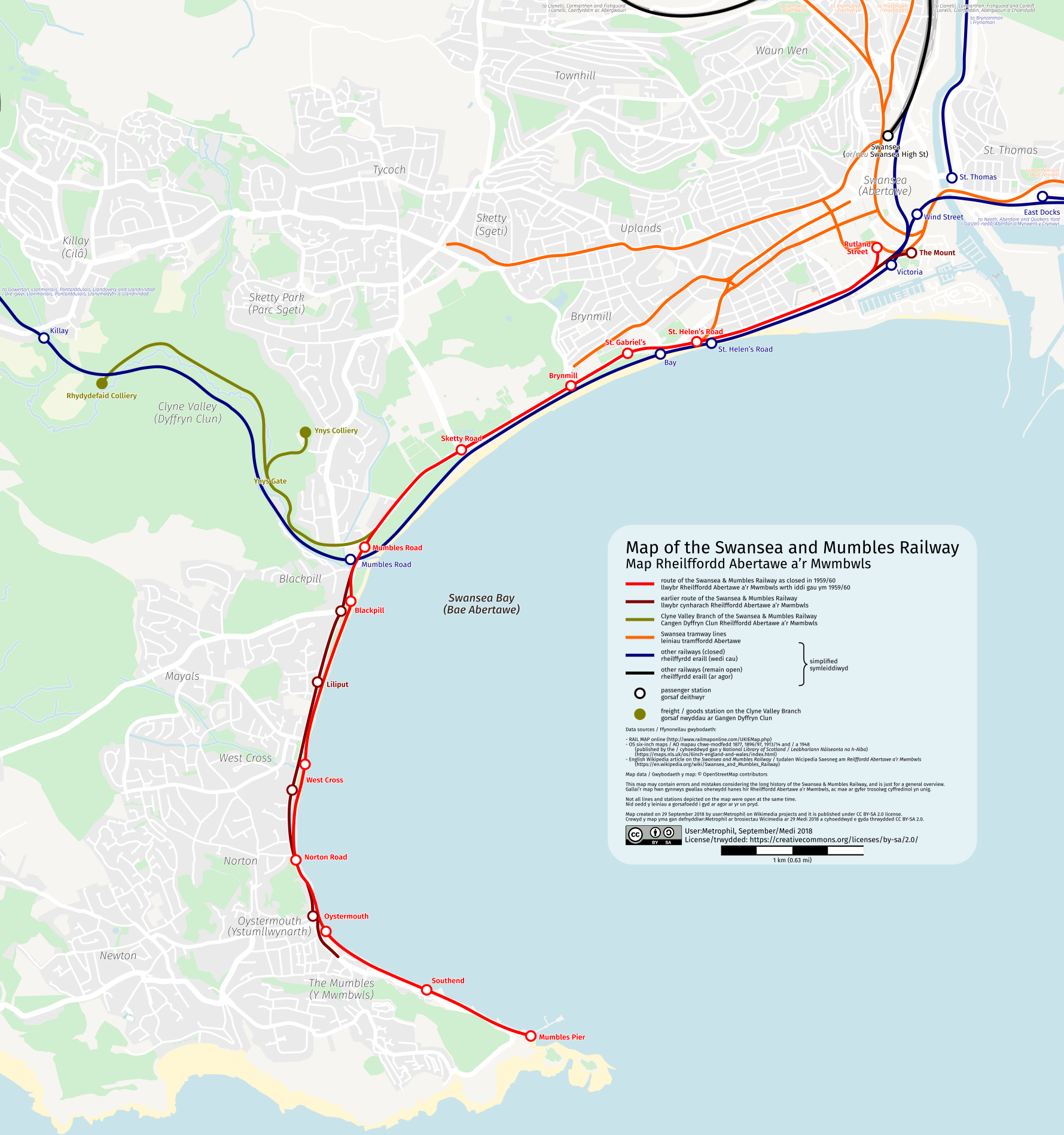
Karte der Swansea & Mumbles Railway in Relation mit anderen Bahnen der Region

Die Swansea and Mumbles Railway (walisisch Rheilffordd Abertawe a’r Mwmbwls), ursprünglich Oystermouth Railway (walisisch Rheilffordd Ystumllwynarth), im Volksmund meist The Mumbles Train (walisisch Trên y Mwmbwls) genannt, war die erste personenbefördernde Eisenbahn der Welt und verkehrte in Swansea, West Glamorgan, Wales, Vereinigtes Königreich auf einer Strecke von etwa 8,9 Kilometern (5,5 Meilen).
Ursprünglich nach einem Act of Parliament von 1804 gebaut, sollte die Pferdebahn Kalkstein von den Steinbrüchen bei Mumbles (Y Mwmbwls) nach Swansea (Abertawe) transportieren und beförderte ab dem 25. März 1807 die ersten zahlenden Passagiere weltweit. Sie wurde später für den Dampfbetrieb umgerüstet und anschließend zu einer elektrischen Straßenbahn umgebaut, bevor sie im Januar 1960 stillgelegt und durch Busse ersetzt wurde.
Zur Zeit ihrer Einstellung war sie die am längsten in Betrieb befindliche Eisenbahn der Welt.

## Geschichte

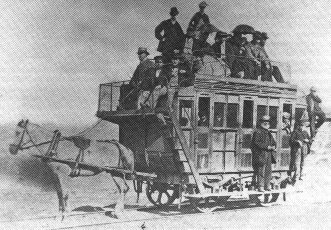
Von einem Pferd gezogener Zug, um 1870

1804 genehmigte das britische Parlament den Bau einer Eisenbahnstrecke zwischen Swansea (Abertawe) und Oystermouth (Ystumllwynarth), Teil von Mumbles (Y Mwmbwls) in Südwales, um Materialien von und zum Swansea Canal und dem Hafen an der Mündung des Tawe zu bringen; noch im selben Jahr wurden die ersten Gleise verlegt. Zu dieser Zeit war die Eisenbahngesellschaft als Oystermouth Railway (walisisch Rheilffordd Ystumllwynarth) bekannt und wurde vom Committee of the Company of Proprietors of the Oystermouth Railway or Tramroad Company, zu dessen Vorstand viele prominente Einwohner der Stadt gehörten (unter anderem der Kupfer- und Kohlengroßindustrielle John Morries, später Sir John Morris, Bart.), betrieben. Die ursprüngliche Gesellschaft wurde erst nach 1959 abgewickelt, auch wenn die Bahn zwischenzeitlich zu Swansea and Mumbles Railway umfirmierte.

### Frühgeschichte
Im frühen 19. Jahrhundert gab es keine Straßenverbindung zwischen Swansea und Oystermouth und die ursprüngliche Aufgabe der Bahn war es, Kohle, Eisenerz und Kalkstein zu befördern. Der Bau der Strecke war wohl 1806 beendet und der Betrieb begann ohne weitere Feierlichkeiten unter Benutzung von pferdegezogenen Wagen. Die Trasse der Bahn verlief von der Brewery Bank neben dem Swansea Canal in Swansea entlang des langen Bogens des Swansea Bay bis zu einer Endstation am Castle Hill (nahe dem heutigen Clements Quarry) im kleinen isolierten Fischerdorf Oystermouth (heute Teil von Mumbles). Ein Abzweig verlief von Blackpill etwa anderthalb Kilometer das Clyne-Tal hinauf bis Ynys Gate und sollte eine Erschließung der Kohlereserven des Tales fördern.

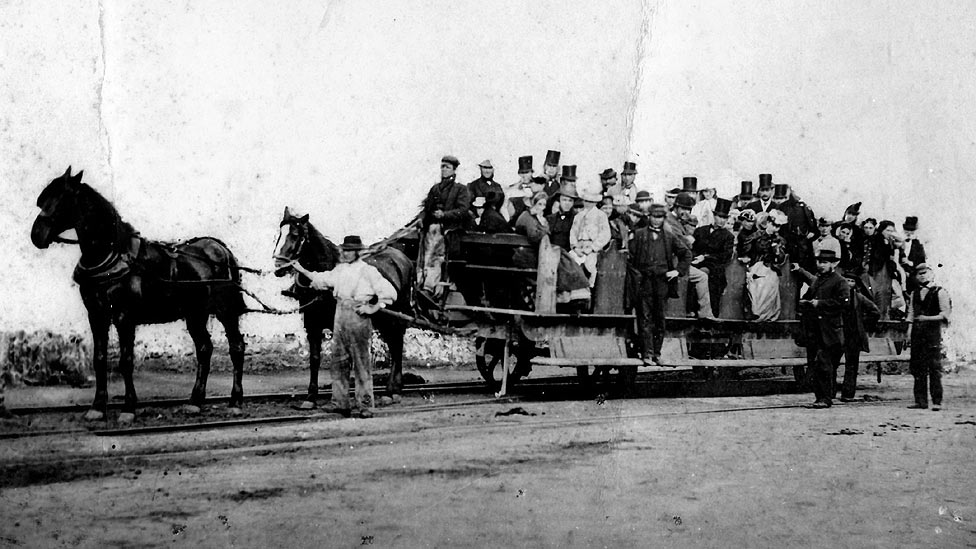
Pferdebahn auf der Swansea and Mumbles Railway, 1897

Einer der ursprünglichen Eigentümer, Benjamin French, zahlte der Bahngesellschaft eine Summe von £20, um das Recht auf Personenbeförderung für ein Jahr ab dem 25. März 1807 zu erhalten. Dieses Datum wird meist als Beginn des ersten Fahrgastbetriebes zwischen Swansea und Oystermouth genannt; folglich kann sich die Bahn als erste Personeneisenbahn der Welt bezeichnen. Die Personenzüge fuhren in Swansea vom Bahnhof Swansea The Mount (später ersetzt durch den Bahnhof Swansea Victoria) ab, dem ersten überlieferten Bahnhof weltweit. Das Unternehmen war offenbar ein Erfolg, denn French bot zusammen mit zwei seiner Geschäftsleute im folgenden Jahr £25, um den Vertrag zum Fahrgastbetrieb um ein Jahr zu verlängern. Der Bau einer mautpflichtigen Straße entlang der Eisenbahn Mitte der 1820er-Jahre bedeutete jedoch einen großen Rückgang des Fahrgastaufkommens, sodass der Fahrgastbetrieb (zwischenzeitlich unter der Leitung von Simon Llewelyn) 1826 oder 1827 eingestellt wurde. Zu dieser Zeit begannen vor allem im Norden Englands die Entwicklungen, die die Eisenbahn zu einem verbreiteten nationalen und internationalen Verkehrssystem machen sollten.
In ihrer Frühzeit wurde die Bahn in derselben Weise wie Kanäle und Mautstraßen zu jener Zeit betrieben. Mauten und Gebühren wurden im ermöglichenden Act of Parliament festgelegt und jedermann konnte die Bahn nach Bezahlung dieser Gebühren an die Betreibergesellschaft bei Bereitstellung eigenen Wagenmaterials benutzen. Die Gleise waren hierbei als plateways ausgeführt, d. h. als Spurrinnen, die mit Eisen ausgelegt waren oder mit Eisen beschlagene Holzschienen, die Spurweite betrug etwa 4 ft (1219 mm).
Nach der Einstellung des Fahrgastbetriebs lag die Strecke längere Zeit still und die ursprüngliche Gesellschaft der Eigentümer erlosch. Der Abzweig in das Clyne-Tal wurde 1841–42 neuverlegt und um weitere anderthalb Kilometer als Privatbahn bis zum Bergwerk Rhydydefaid verlängert, wo George Byng Morris, der Sohn eines der ersten Eigentümer der Strecke, angefangen hatte, Kohle und Eisen abzubauen. Ab 1855 übernahm er den Rest der Bahn, verlegte die Gleise etwas weiter landeinwärts neu als edge rails (Vignolschienen) aus Eisen (d. h. wie bei heutigen Eisenbahnen) in Normalspur (4 ft 8½ in bzw. 1435 mm) und führte wieder einen pferdegezogenen Fahrgastbetrieb zwischen Swansea und Blackpill, ab dem 10. November verlängert zu einer Endstation in The Dunns in Oystermouth, ein.

### Einführung des Dampfbetriebs
Bereits in den 1860er Jahren wollte George Byng Morris die Bahn mehrmals für £20.000 an John Dickson verkaufen, der jedoch zahlungsunfähig wurde, sodass der Kauf so nicht zustande kam. Am 31. Oktober 1877 wurde die Bahn auf einer Auktion für £31.000 versteigert und von Geschäftspartnern Dicksons gekauft. Ab dem 1. Juli 1877 lag die Betriebsausführung auf der Bahn allerdings bei der Swansea Improvements & Tramways Company (SIT), der auch die städtischen Straßenbahnen Swanseas gehörten. Dickson registrierte sein Unternehmen am 31. März 1879 als Swansea & Mumbles Railway Co. Ltd (S&M) und stand fortan in Konflikt mit der SIT.
Diese hatte nämlich am 17. August 1877 nach einer Testphase mit dem Betrieb von Dampflokomotiven, gebaut von Henry Hughes, begonnen. Nach einigen Gerichtsverfahren wurde der SIT 1880 zwar ein Betriebsrecht eingeräumt, einschließlich des durchgehenden Betriebs auf dem Netz der städtischen Straßenbahn, allerdings durfte diese nur Pferdezüge nach den Zügen der S&M, die zwischenzeitlich ebenfalls den Dampfbetrieb aufgenommen hatte, einsetzen. Diese Regelung wurde aufgehoben, als die S&M die Strecke 1884 an Sir John Jones Jenkins und Robert Capper leaste, die wiederum der SIT ab dem 1. Juli 1885 erlaubten, Dampfstraßenbahnen einzusetzen. Ende 1891 endete diese Abmachung, und die SIT betrieb wieder nur Pferdezüge, die S&M wieder Dampfzüge.

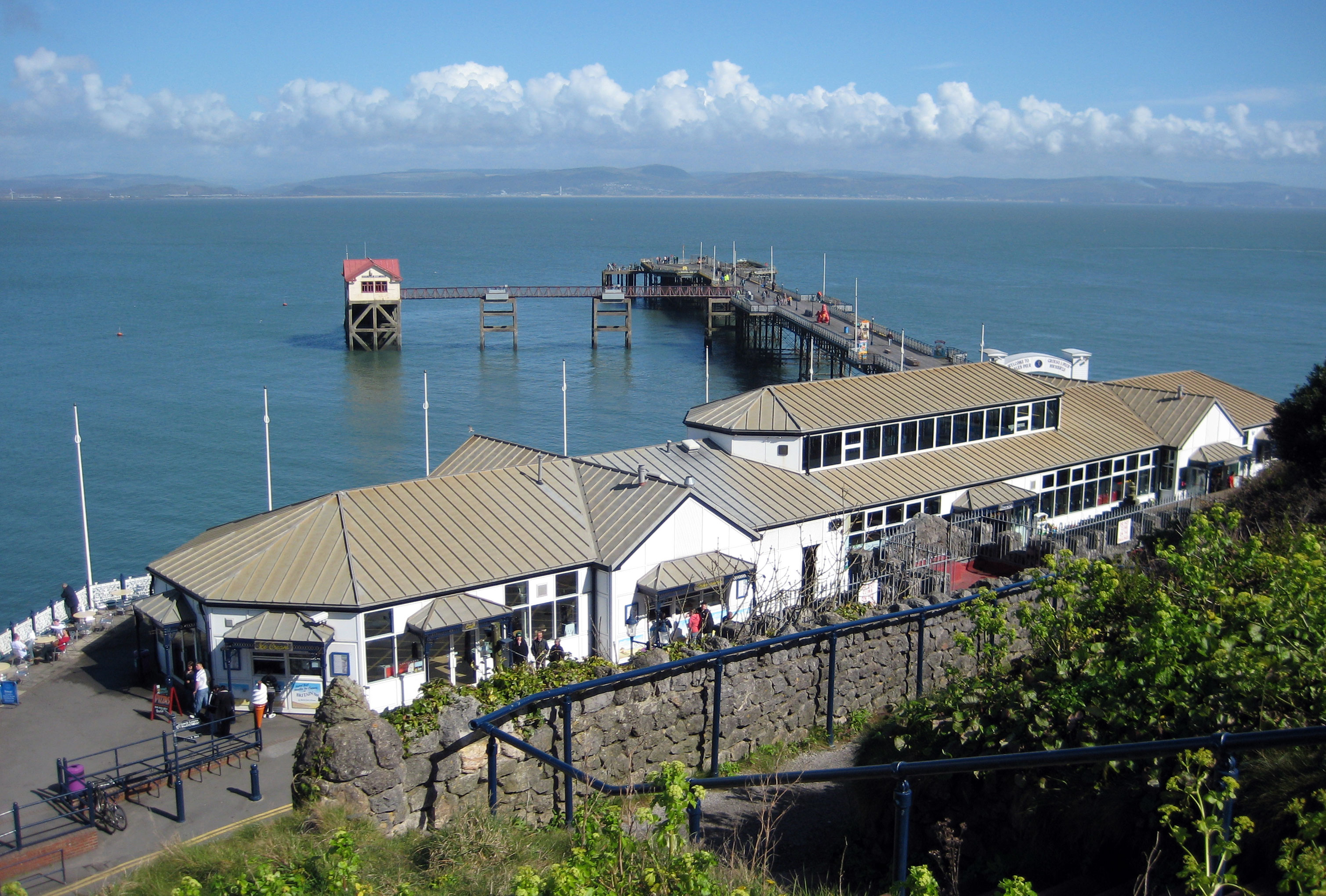
Im Gegensatz zur Bahn existiert der Mumbles Pier immer noch

Am 26. Juli 1893 wurde die Swansea & Mumbles Railway Co. Ltd neu als Swansea & Mumbles Railways Ltd registriert, nachdem eine Act of Parliament bereits 1889 die Mumbles Railway & Pier Co. aufsetzte. Letztere baute eine Verlängerung der Bahn von Oystermouth bis Mumbles, der erste Abschnitt bis Southend eröffnete am 6. Mai 1893; der Rest, inklusive eines Piers in Mumbles, folgte am 10. Mai 1898. Gleichzeitig wurde auch der anderthalb Meilen lange Abschnitt (2,4 km) von Oystermouth bis Blackpill neutrassiert. 
Letztlich wurden die Swansea & Mumbles Railways Ltd und die Mumbles Railway & Pier Co. ab dem 1. Juli 1899 für 999 Jahre an die Swansea Improvements & Tramways Company geleast, die seit 1898 der British Electric Traction Co. Ltd (BET) gehörte, allerdings nicht aufgelöst.
Der Kohlentransport auf dem Clyne-Tal-Abzweig dauerte bis zur Schließung der Rhydydefaid-Zeche 1885 an, wonach der gesamte Ast stillgelegt wurde. 1896 schlugen die Befürworter der Gower Light Railway vor, die Strecke in dieses Projekt zu integrieren, doch daraus wurde nichts. Der ursprüngliche Streckenabschnitt bis Ynys Gate (wie 1804 genehmigt) wurde 1903 neuverlegt, um eine neue Grube der Clyne-Valley-Zeche zu erschließen, und für den Kohlentransport bis zur Schließung der Zeche 1915 genutzt. Die Verlängerung von 1841–42 lag bis 1920 still, als eine Schmalspurgüterbahn auf ihrer Trasse verlegt wurde, die Kohle von einer weiteren neuen Grube bei Ynys bis Ynys Gate transportierte. Diese Güterbahn wurde bereits 1921 wieder stillgelegt, nachdem die Grube geschlossen worden war. Weiteren Verkehr auf dem Ast gab es nicht, wobei die Strecke wohl noch bis mindestens 1936 betriebsfähig war, als eine Diesellokomotive bis Ynys Gate fuhr.
Zwischen 1877 und 1929 stand ein Sammelsurium von Dampflokomotiven für die Bahn in Betrieb, beginnend mit den Lokomotiven von Hughes, die bereits oben genannt wurden (sie gehörten der S. I. & T. und konnten somit nach 1878 nicht mehr auf der Swansea & Mumbles Railway benutzt werden) und später bestehend aus Lokomotiven, die von Falcon Engine & Car Works, Manning Wardle, Hunslet, Black Hawthorn, Brush und der Avonside Engine Company gebaut wurden. Alle waren Tenderlokomotiven mit Achsfolge B oder C. Die Loks gehörten entweder der Swansea & Mumbles Railways Ltd oder der Mumbles Railway & Pier Co. und wurden manchmal aus Buchhaltungsgründen zwischen den Gesellschaften hin und her verschoben. Schon für die 1890er Jahre gibt es Hinweise, dass die Bahn Lokomotiven zur Ergänzung ihres eigenen Fuhrparks mieten musste. In den 1920er-Jahren wurden Lokomotiven regelmäßig von einem lokalen Händler, Charles Williams of Morriston, gemietet und erscheinen häufig auf damaligen Fotos der Eisenbahn.

### Hundertjahrfeier und königlicher Besuch

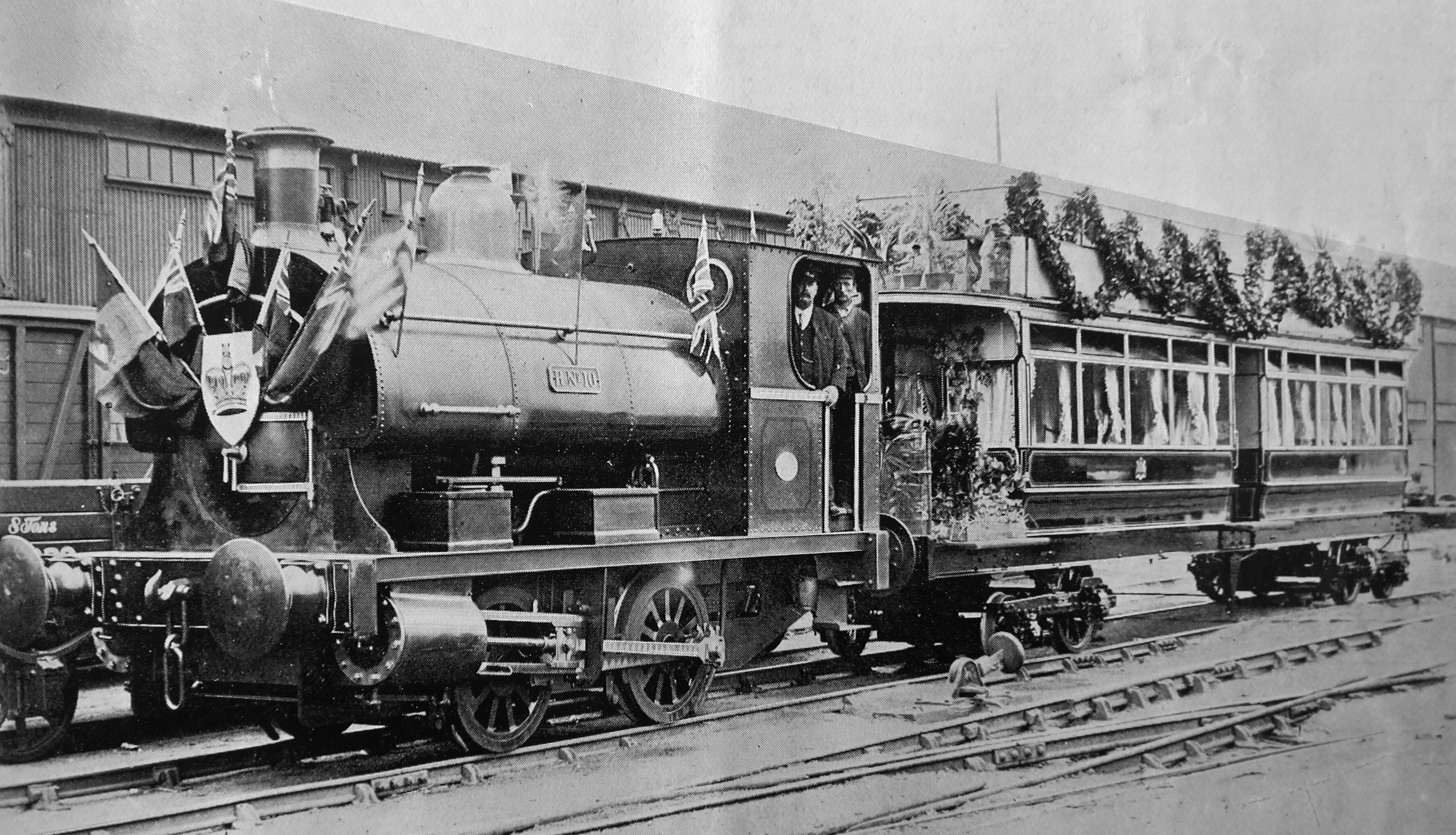
Zum Salonwagen für König Edward VII. und Königin Alexandra umgebauter Tramwagen der SMR

Im Jahr 1904 feierte die Bahn ihr einhundertjähriges Bestehen, wofür eine Festschrift herausgegeben wurde. Zwei Jahre zuvor waren versuchsweise Akkumulatortriebwagen eingeführt worden, die sich jedoch nicht bewährten. Einer der Wagen wurde, nachdem die elektrische Ausrüstung entfernt worden war, zu einem Salonwagen umgebaut, als am 20. Juli 1904 König Edward VII. und Königin Alexandra Swansea zum ersten Spatenstich für das King’s Dock zu besuchten. Für ihre Fahrt von der Anlegestelle der Victoria and Albert zur Baustelle wurde der Salonwagen eingesetzt und dabei von einer Rangierlokomotive gezogen. Ein weiteres Mal wurde der Wagen 1920 beim Besuch von König George V. genutzt, als der König das Queen’s Dock eröffnete.

### Elektrifizierung und Betrieb als Straßenbahn
Am 1. Januar 1927 übernahm die South Wales Transport Co. Ltd (SWT) die Lease über die Bahnstrecke von der Swansea Improvements & Tramways Company (SIT), wobei auch die SWT der BET gehörte.
Nach der Übernahme der SWT wurde die Strecke 1928 mit 650 V Gleichstrom elektrifiziert, wozu eine Oberleitung errichtet wurde. Der Testbetrieb begann am 6. Juli 1928 und der vollelektrische Betrieb fand ab dem 2. März 1929 statt. Eingesetzt wurden elf Doppeldecker-Straßenbahnen, die von der Brush Electrical Company in Loughborough, Leicestershire gebaut wurden. Diese waren die größten und mit knapp 13,7 Meter (45 ft) auch einige der längsten jemals für den Betrieb im Vereinigten Königreich gebauten Doppeldeckertrams und hatten je 106 Sitzplätze, lackiert in rot mit einem cremefarbenen Band. Da sie meist in Doppeltraktion eingesetzt wurden, was einzigartig bei britischen Straßenbahnen war, hatten die Züge eine Sitzkapazität von 212 Personen. Zwei weitere Triebwagen folgten 1930, sodass die Flotte schlussendlich aus dreizehn Wagen bestand. Eine Besonderheit war neben dem Einsatz von Doppeltraktionen, dass die Wagen nur über Türen auf der landseitigen Fahrzeugseite verfügten.
Ebenfalls wurde 1929 eine Lokomotive (Nr. 14) mit der Achsfolge B und ottomechanischem Antrieb von Hardy Railmotors aus Slough gekauft, um den verbleibenden Kohlenverkehr auf der Strecke zu bedienen, aber diese bewährte sich nicht und wurde 1936 durch eine Lokomotive (Nr. 15) mit dieselmechanischem Antrieb, gebaut von John Fowler & Co. aus Leeds, ersetzt. Die Hardy-Lokomotive blieb einige Jahre lang erhalten und diente zum Rangieren von Wagen im Depot, das sich auf dem Gelände der ehemaligen Wagenschuppen neben der Endstation Rutland Street befand, und zur Inspektion der Oberleitungsanlagen, wurde aber bis 1954 zerlegt, als Teile für den Bau eines nachgebildeten Pferdewagens zum 150-jährigen Jubiläum der Strecke verwendet wurden.

### Stilllegung
1958 kaufte die South Wales Transport Company (SWT) die formell noch bestehenden Gesellschaften Swansea & Mumbles Railways Ltd und Mumbles Railway & Pier Co. auch wenn sie, wie bereits oben erwähnt, seit 1927 den Verkehr auf der Strecke betrieb. Trotz großer Proteste aus der Bevölkerung trat im folgenden Jahr der South Wales Transport Act 1959 in Kraft, mit dem die Strecke stillgelegt werden durfte.
Die Bahn wurde in zwei Phasen endgültig stillgelegt. Der Abschnitt von Southend bis zum Pier in Mumbles wurde am 11. Oktober 1959 geschlossen, in Vorbereitung auf den Bau einer neuen Busspur für die die Bahn ersetzenden Busse. Dann, um 11:52 Uhr am 5. Januar 1960, fuhr der letzte Sonderzug, der einige örtliche Würdenträger beförderte, von Swansea Richtung Mumbles. Gefahren wurde er von Frank Duncan, der seit 1907 bei der Bahn gearbeitet hatte. Kurz nachdem dieser Zug das Depot an der Rutland Street erreicht hatte, begannen die Arbeiten zum Abbruch der Gleise und zur Zerlegung der Fahrzeuge.
South Wales Transport setzte anschließend Busse auf der Strecke ein und nennt sich nach mehreren Käufen heute First Cymru. Die Aufgaben der Swansea and Mumbles Railway übernehmen die Buslinien 2, 2A, 2B, 2C, 3 und 3A.

## Erhaltung

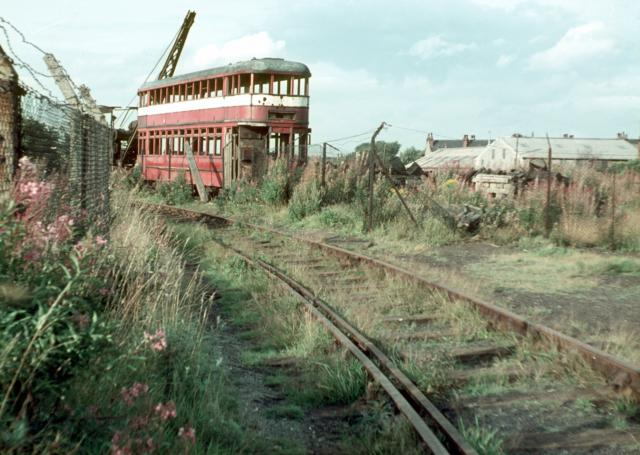
Der Versuch einer Erhaltung eines Wagens der Mumbles Railway bei der Middleton Railway in Leeds

Ein Wagen (Nr. 2) wurde von Angehörigen der Leeds University in Yorkshire erhalten und bei der Middleton Railway in jener Stadt untergebracht, allerdings im Laufe der Zeit stark vandalisiert und schließlich von einem Feuer zerstört. Der vordere Teil von Wagen Nr. 7 wurde zur Erhaltung im Swansea Museum bewahrt und nach Jahren der Vernachlässigung von Mitgliedern des Railway Club of Wales restauriert. Inzwischen ist er im Tram Shed neben dem National Waterfront Museum in Swanseas Maritime Quarter ausgestellt.
Die Mumbles Railway Society wurde 1975 gegründet, um offiziell Dokumente zu archivieren und um die Hoffnung aufrechtzuerhalten, dass die Strecke eines Tages wiedereröffnet wird.

## Streckenbeschreibung
| \| \| \| Swansea Harbour Trust (Hafenbahnen) \| \| \| \| \| Rutland Street \| \| \| \| \| Swansea Victoria \| \| \| \| \| Städtische Straßenbahn zur St. Helen’s Road \| \| \| \| \| St Helen’s (The Slip) \| \| \| \| \| Brynmill \| \| \| \| \| Ashleigh Road \| \| \| \| \| Clyne-Valley-Ast \| \| \| \| \| \| \| \| \| \| Ynys Gate \| \| \| \| \| Rhydydefaid (Zeche) \| \| \| \| \| Central Wales Line nach Shrewsbury \| \| \| \| \| \| \| \| \| \| Blackpill \| \| \| \| \| West Cross \| \| \| \| \| Norton Road \| \| \| \| \| Oystermouth \| \| \| \| \| Southend (Mumbles) \| \| \| \| \| Mumbles Pier \| \| |  |                                             |                                             |
| |  | Swansea Harbour Trust (Hafenbahnen)         |                                             |
| Haltepunkt / Haltestelle Streckenanfang (Strecke außer Betrieb) |  | Rutland Street                              | Rutland Street                              |
| Bahnhof (Strecke außer Betrieb) |  | Swansea Victoria                            | Swansea Victoria                            |
| Abzweig nach links und geradeaus (Strecke außer Betrieb) |  | Städtische Straßenbahn zur St. Helen’s Road | Städtische Straßenbahn zur St. Helen’s Road |
| Haltepunkt / Haltestelle (Strecke außer Betrieb) |  | St Helen’s (The Slip)                       | St Helen’s (The Slip)                       |
| Haltepunkt / Haltestelle (Strecke außer Betrieb) |  | Brynmill                                    | Brynmill                                    |
| Haltepunkt / Haltestelle (Strecke außer Betrieb) |  | Ashleigh Road                               | Ashleigh Road                               |
| |  | Clyne-Valley-Ast                            |                                             |
| Strecke (außer Betrieb) |  |                                             |                                             |
| Blockstelle (Strecke außer Betrieb) · Strecke (außer Betrieb) |  | Ynys Gate                                   | Ynys Gate                                   |
| Blockstelle (Strecke außer Betrieb) · Strecke (außer Betrieb) |  | Rhydydefaid (Zeche)                         | Rhydydefaid (Zeche)                         |
| |  | Central Wales Line nach Shrewsbury          |                                             |
| |  |                                             |                                             |
| Haltepunkt / Haltestelle (Strecke außer Betrieb) |  | Blackpill                                   | Blackpill                                   |
| Haltepunkt / Haltestelle (Strecke außer Betrieb) |  | West Cross                                  | West Cross                                  |
| Haltepunkt / Haltestelle (Strecke außer Betrieb) |  | Norton Road                                 | Norton Road                                 |
| Haltepunkt / Haltestelle (Strecke außer Betrieb) |  | Oystermouth                                 | Oystermouth                                 |
| Haltepunkt / Haltestelle (Strecke außer Betrieb) |  | Southend (Mumbles)                          | Southend (Mumbles)                          |
| Haltepunkt / Haltestelle Streckenende (Strecke außer Betrieb) |  | Mumbles Pier                                | Mumbles Pier                                |

Die Strecke der Bahn begann nahe der Innenstadt Swanseas, von der westlichen Uferseite des Tawe. In späteren Jahren lag die Endhaltestelle an der Rutland Street nahe dem Bahnhof Victoria der Vollbahn (zu Beginn Llanelly Railway and Dock Company, zuletzt British Railways bis 1964). Die Strecke verlief am wasserseitigen Rande der heutigen Mumbles Road (A 4067), wobei die Vollbahn noch zwischen der Bucht und der Swansea & Mumbles Railway verkehrte.
Bei Blackpill trennte sich die Vollbahn von der Mumbles Railway und verlief weiter Richtung Norden nach Shrewsbury, an der Abzweigstelle gab es eine zweite Gleisverbindung zwischen den Bahnen. Der Clyne-Valley-Ast der Swansea & Mumbles Railway zweigte hier ebenfalls ab und verlief noch weiter parallel zur Vollbahn.

## Terminologie
Der ursprüngliche Name der Gesellschaft von Eigentümern war Oystermouth Railway or Tramroad Company, aber hier wird das Wort „tramroad“ in seinem voreisenbahnlichen Sinne benutzt. Die originale Bahntrasse war die erste in diesem Bereich und erst nach dem Bau der Mautstraße in den 1820er Jahren nahm die Bahn ihre Trasse als neben der Straße wahr. Die Einführung von Dampflokomotiven in den 1870er Jahren wurde durch eine Klausel im ursprünglichen Gesetz vereinfacht, die „schieben und ziehen“ von Wagen durch „Menschen, Pferde oder andere Wege“ erlaubte, und hatte nichts mit dem Tramways Act von 1870 zu tun.
Der Wagenpark für den Fahrgastbetrieb in den Zeiten des Dampfbetriebs hatte wenig Ähnlichkeiten mit konventionellen Eisenbahnwagen, da er teilweise oben offen war und von Straßenbahnfahrzeugbauern gebaut wurde (Milnes, Starbuck & Falcon usw.). Nach der Elektrifizierung verstärkten sich die Ähnlichkeiten mit städtischen Straßenbahnen durch den Einsatz von Doppelstocktriebwagen und durch die Art und Weise des Betriebs: die Signalanlagen regelten lediglich die Einfahrten in Überholabschnitte, aber nicht den gesamten Verkehrsablauf. Die Gleisgeometrie entsprach allerdings jener der Vollbahnen, sodass ein Güterwagenübergang mit der London, Midland and Scottish Railway am Bahnhof Mumbles Road und mit der Great Western Railway im Swansea-seitigen Endbahnhof bestand.
Der Begriff „tramway“ stand Anfang des 19. Jahrhunderts für spurgeführte Bahnen, auf denen Karren („trams“) für den Bergbau verkehrten. Nachdem eine neue Art von Gleisen eingeführt worden war, die sich später für Eisenbahnen durchsetzte und durch sogenannte edge rails geprägt war, benutzte man eher den Begriff „railway“. Nach der Verabschiedung des Tramways Acts von 1870 bezog sich der Begriff „tramway“ nur mehr auf städtische Schienenverkehrssysteme.

## Vorgeschlagene Wiedereröffnung
Am 16. Februar 2009 begann die City & County of Swansea mit einer Machbarkeitsuntersuchung für eine neue Straßenbahn in der Bucht von Swansea. Bereits seit 2004 diskutierte das ERC (Environment, Regeneration and Culture) Overview Board, das ein Ausschuss für politische Entscheidungsfindung unter dem Vorsitz von Stadtrat Rob Speht ist, die Optionen und geplanten Aufgaben zur Bewertung der technischen, finanziellen und sozialen Durchführbarkeit der Renaissance der Straßenbahnen in Swansea. Heute arbeitet die Gruppe an einer formalen Verfassung und geht die Schritte durch, um sich als gemeinnützige Organisation zu registrieren.